# Нортбридж
Нортбридж (англ. Northbridge) — район города Перт, Западная Австралия, отделенный от центральной части города железной дорогой.

## География
Нортбридж расположен к северу от центра Перта. Район ограничен Вильям-стрит, Роу-стрит, Ньюкасл-стрит и Митчел-фривей.
До района можно добраться пешком от железнодорожного вокзала Перта и от автовокзала на Веллингтон-стрит. Через район проходит бесплатный автобусный маршрут. На территории Нортбриджа есть много бесплатных парковок, как открытых, так и крытых.

## История
На территории района Нортбридж изначально были болота, на краю которых располагался железнодорожный вокзал. Осушение болот началось в 1860-х годах. Во времена «золотой лихорадки» 1890-х годов на этой территории было построено много гостиниц для старателей, в том числе существующая в настоящее время гостиница «Brass Monkey» (построена 1896). Район заселяли представители элиты, что дало возможность развитию частного образования. Были построены «Шотландский колледж» (1897) и «Пресвитерианская Женская школа» (1915). Во время Первой мировой войны, элита начала уезжать из Нортбриджа, и район стал центром европейской иммиграции, особенно греческой и македонской.
Нортбридж был частью центра Перта и был известен своими неофициальными названиями «К северу от моста» (англ. North of the Bridge) и «К северу от железной дороги» (англ. North of the Line). Официально Нортбридж стал отдельным районом в 1982 году.

## Культура
Нортбридж славится своими ресторанами, предлагающими широкий выбор блюд азиатской и средиземноморской кухни. Район является центром ночной жизни Перта. Ночные клубы сосредоточенв на Джеймс-стрит и Лейк-стрит. Также район имеет неофициальный статус гей-квартала.